# Копосов Гліб Миколайович
Копосов Гліб Миколайович (* 15 квітня 1921, Великий Устюг — сучасна Вологодська область — 1989) — український та російський хоровий диригент, 1962 — заслужений діяч мистецтв УРСР, підполковник.

## Життєпис
В часі Другої світової війни керував Сімферопольським ансамблем пісні і танцю, виступали на передовій.
У 1945—1972 роках був начальником та художнім керівником військових ансамблів пісні й танцю.
В 1972—1978 роках завідує Одеським обласним будинком народної творчості.
Писав військово-патріотичні пісні — «Нащо ж ти, вітер» (Зачем же ты, ветер), «Там за рікою», «Батьківщина, гордість моя» (Родина, гордость моя).
Поклав на музику поезії з першої збірки Никифора Білоконя.